# María Rivas (cantante)
María Rivas Castro (Caracas, 26 de enero de 1960-Miami, 19 de septiembre de 2019) fue una cantautora venezolana de jazz latino.

## Biografía

### Primeros años
María Rivas se crio en La Florida, una urbanización de Caracas. Realizó su primaria en el colegio. 
Sus padres fueron José Manuel Rivas Núñez y María Asunción Castro Durán, esta última natural de Galicia, España. Tenía un hermano, José Manuel Rivas. Su infancia transcurrió rodeada por grandes maestros de la plástica venezolana como Pascual Navarro.

### Carrera
En 1983 comenzó a cantar profesionalmente en clubes nocturnos locales. Sería descubierta por el productor musical Gerry Weil quien la bautizaría como La Rubia con voz de negra —en alusión a su fuerte rango vocal—. Pronto se trasladó a Aruba, donde se presentó durante dos años y medio en un show nocturno de jazz llamado Sentimental Journey Through Jazz —viaje sentimental a través del jazz—, donde asombró al público con su dominio de las variaciones de jazz y el scat al estilo de Ella Fitzgerald y de otras divas notables. Regresó a Caracas y comenzó a actuar en sus escenarios más importantes, convirtiéndose rápidamente en una de las artistas más queridas de Venezuela.
Cantó canciones en inglés, español, portugués e italiano.
Se convirtió en una voz líder en el movimiento medioambiental de su país, lo que le ganó amplio reconocimiento. Su mensaje musical como compositora a menudo tuvo connotaciones ecológicas.
En 2005 Rivas regresó a Aruba para ser parte del show Good Save The Queen, un tributo a la banda británica de rock Queen. Desde 2006 Rivas había estado cuatro meses cada año en Tokio (Japón), donde había encontrado reconocimiento por sus actuaciones de jazz estadounidense clásico, latino y brasileño, compartiendo escenarios del verano con el trío Índigo, un ensamble local de jazz en Roppongi (Japón).
Rivas grabó once álbumes como solista y también tocó en vivo en Alemania, Austria, Brasil, Colombia, Estados Unidos, Francia, Italia, los Países Bajos, Panamá, Portugal, Puerto Rico, República Dominicana y Suiza.
En 2008 Rivas celebró el 25.º aniversario desde el inicio de su larga carrera, con conciertos homenajes especiales dedicados al maestro Aldemaro Romero (1928-2007), con música y arreglos del propio Romero. En 2013 Rivas celebró su 30.º aniversario como cantautora, con conciertos especiales realizados a lo largo de Venezuela y Estados Unidos.
En 2010 María Rivas se mudó de su Venezuela natal a Estados Unidos instalándose en Fort Lauderdale y allí comenzó a penetrar en el mundo jazzístico de Florida participando con el cuarteto Araya- Orta, el clarinetista de jazz y música hebrea Paul Green en varias presentaciones importantes como las del Centro Cultural teatro Aventura, en 2010 reprodujo un programa en vivo de Ed Bell para WLRN radio, convirtiéndose en un maravilloso disco de jazz latino, María Rivas paralelamente a su capacidad y talento musical, fue artista plástica y estando vinculada con el mundo de la música fue escogida por los Grammy Latinos en su 14.ª edición del 2013 a ser la pintora del emblemático Gramófono que caracteriza el premio más importante de la música, por razones personales decidió luego de esta experiencia retirarse por motivos de salud un tiempo, regresando en 2015 para presentaciones en los Festivales de Boquete en Panamá y PineCrest en Miami, a la vez que produjo su undécimo disco llamado Motivos. En sus últimos años preparó varios conciertos musicales y teatrales para ser presentados en Venezuela y en la Ciudad de Londres donde en 2018 realizó un videoclip de su versión «Nature Boy»
Falleció en la ciudad de Miami a raíz de un cáncer, a la edad de 59 años.

## Discografía
- 1990: Primogénito (primer disco compacto realizado en Venezuela).
- 1992: Manduco
- 1994: Mapalé
- 1996: Muaré
- 1999: Café negrito
- 2003: En concierto: María Rivas y Aldemaro Romero
- 2005: Aquador (solista y compositora).
- 2006: María Rivas: 18 grandes éxitos
- 2007: Pepiada Queen
- 2010: Live Lunch Break (grabado en vivo).
- 2018: Motivos